# Marien rijk Tropische Oostelijke Stille Oceaan
Het Marien rijk Tropische Oostelijke Stille Oceaan (Engels: Tropical Eastern Pacific) is een biogeografisch rijk en ligt in in het oosten van de Grote Oceaan voor de kust van Midden-Amerika en de noordwestkust van Zuid-Amerika. Het marien rijk is vastgesteld door het World Wide Fund for Nature en The Nature Conservancy.
Naar het noordwesten ligt het marien rijk Gematigde Noordelijke Stille Oceaan, in het westen aan het marien rijk Oostelijke Indo-Pacific en in het zuiden aan het marien rijk Gematigd Zuid-Amerika.

## Biogeografie
Het gebied kent zeeleven dat houdt van tropische temperaturen.

## Mariene ecoregio's
Deze mariene provincie bestaat uit 2 mariene provincies:
- Mariene provincie Tropische Oostelijke Stille Oceaan (43)
- Mariene provincie Galapagos (44)